# Saint-Seine-sur-Vingeanne
Saint-Seine-sur-Vingeanne ist eine französische Gemeinde mit 376 Einwohnern (Stand: 1. Januar 2022) im Département Côte-d’Or in der Region Bourgogne-Franche-Comté. Sie gehört zum Arrondissement Dijon und zum Kanton Saint-Apollinaire.

## Geographie
Saint-Seine-sur-Vingeanne liegt etwa 29 Kilometer nordöstlich von Dijon an der Vingeanne. 
Nachbargemeinden von Saint-Seine-sur-Vingeanne sind Pouilly-sur-Vingeanne im Norden, Fahy-lès-Autrey im Osten, Autrey-lès-Gray im Südosten, Broye-les-Loups-et-Verfontaine im Süden, Attricourt im Süden und Südwesten sowie Fontaine-Française im Westen und Nordwesten.

## Bevölkerungsentwicklung
| Jahr                       | 1962 | 1968 | 1975 | 1982 | 1990 | 1999 | 2006 | 2013 | 2019 |
| Einwohner                  | 337  | 291  | 257  | 275  | 271  | 286  | 353  | 410  | 386  |
| Quellen: Cassini und INSEE |      |      |      |      |      |      |      |      |      |

## Sehenswürdigkeiten
- Kirche Saint-Seine, seit 1913 Monument historique
- Burg Rosières, 1445 erbaut, seit 1927/1930 Monument historique
- Burg Saint-Seine

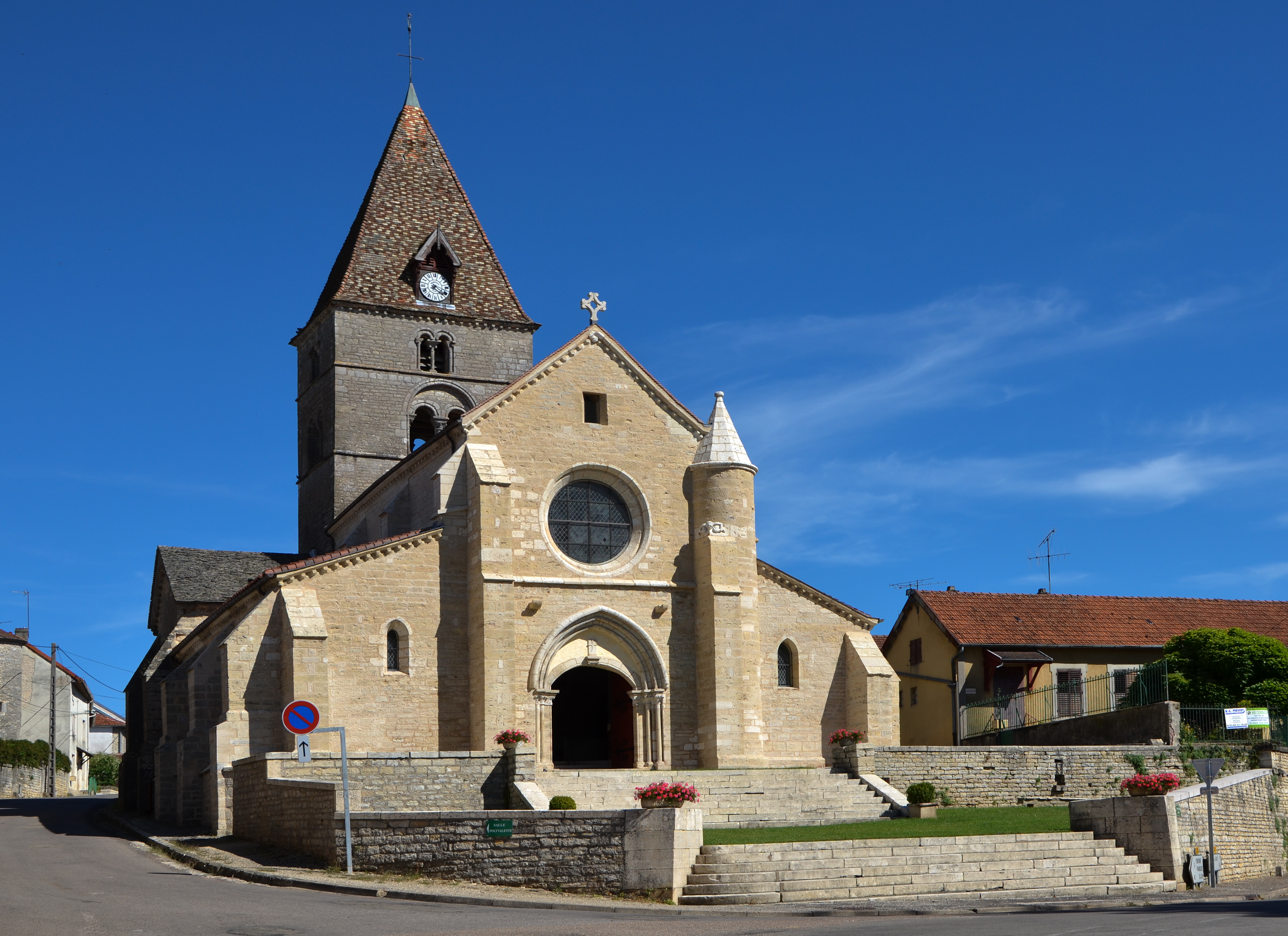
Kirche Saint-Seine
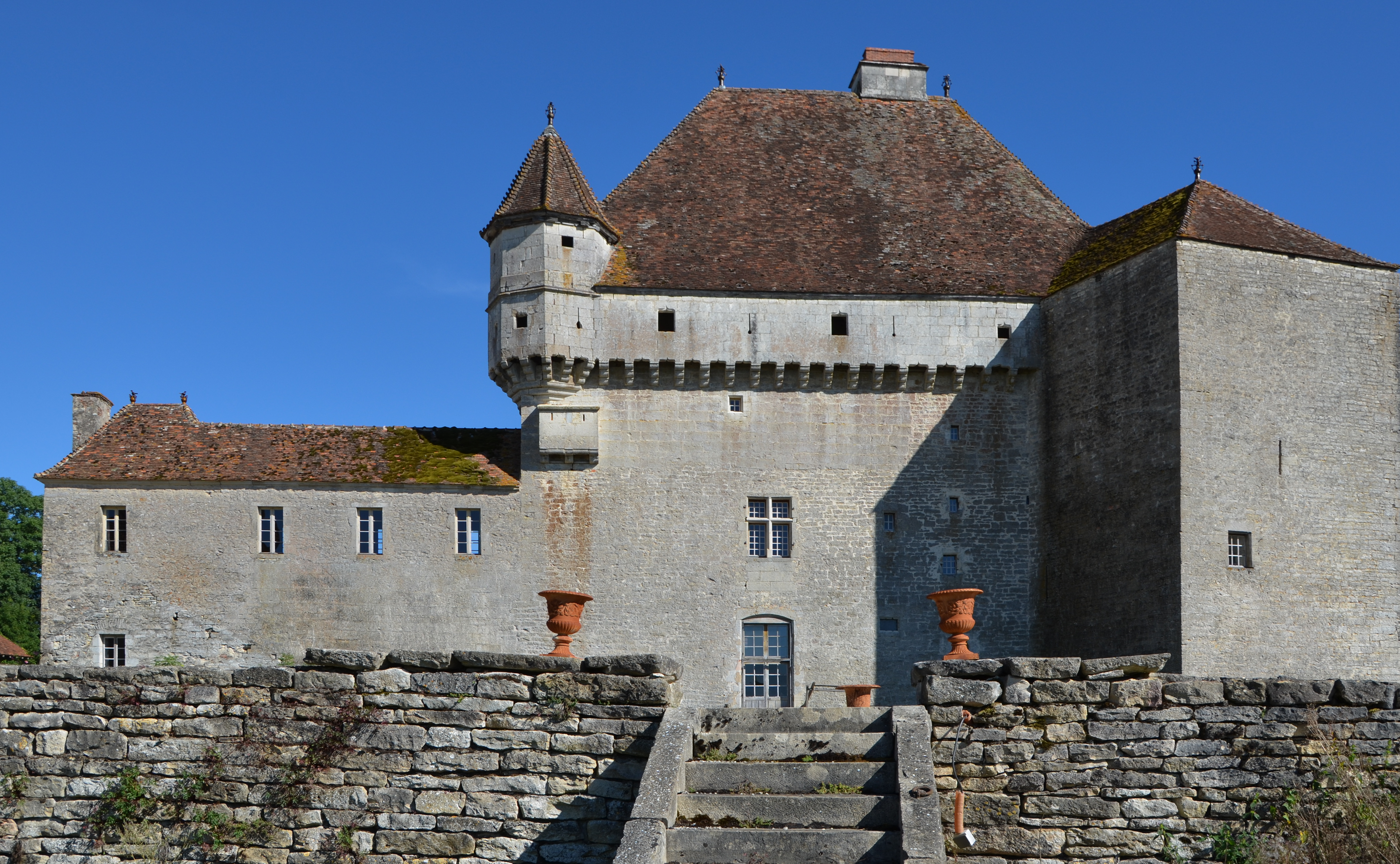
Burg Rosières
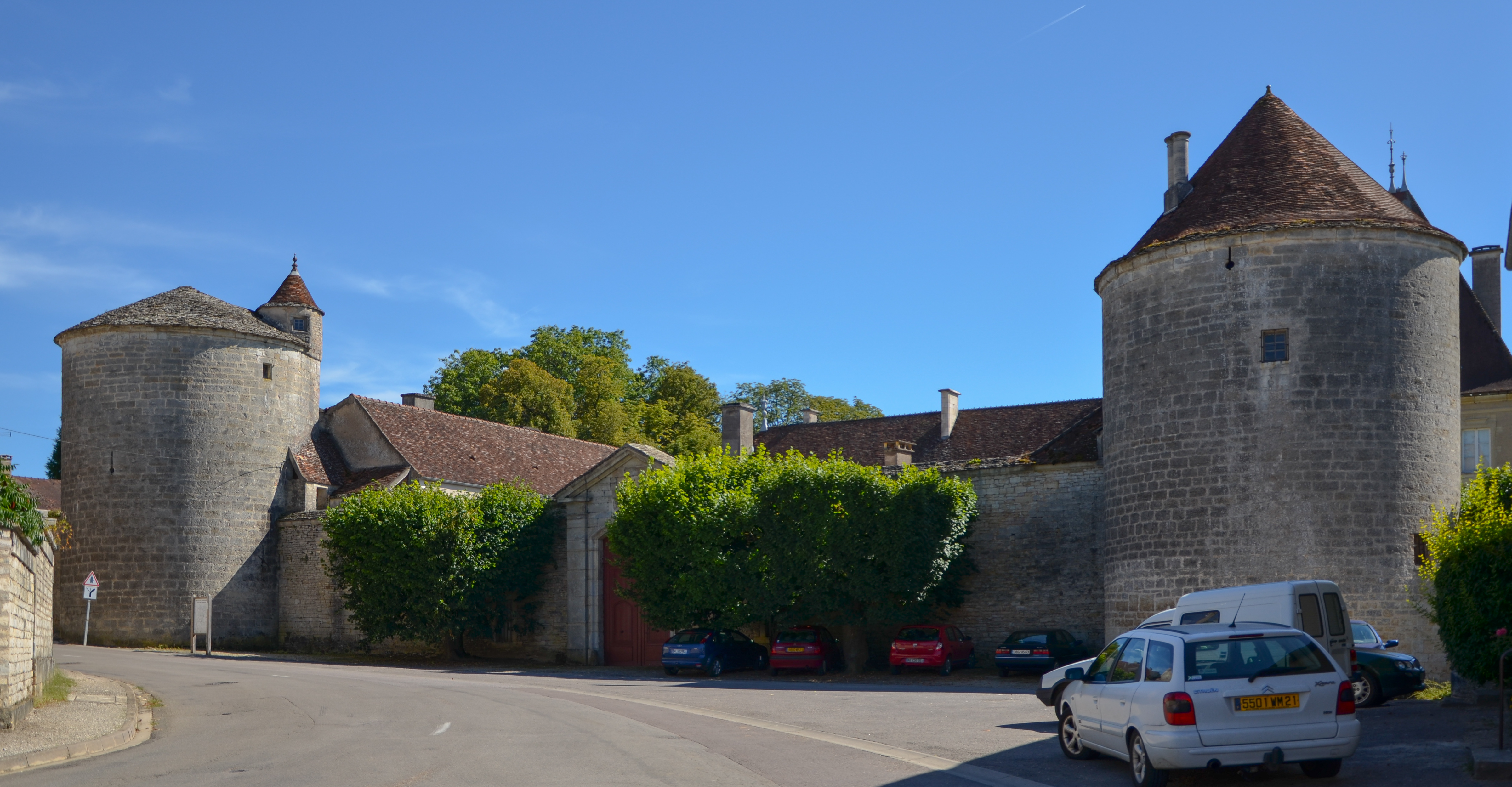
Burg Saint-Seine
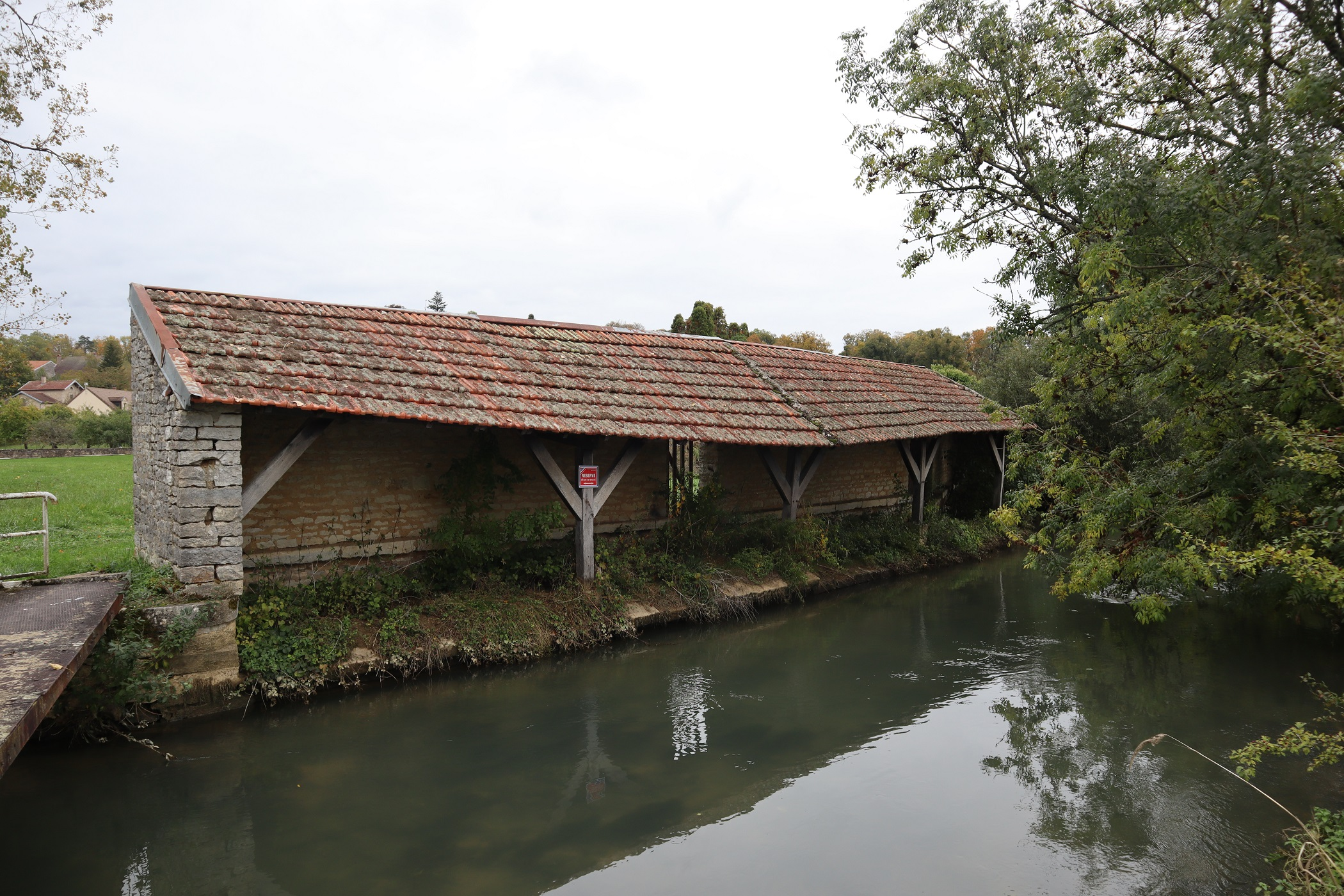
Ehemaliges Waschhaus